# Meatzaldea
Meatzaldea (en castellà Zona Minera) és una subcomarca del Gran Bilbao (Biscaia). Comprèn els municipis de Trapagaran, Abanto-Zierbena, Zierbena, Ortuella i Muskiz encara que per extensió també se solen introduir en aquesta subcomarca els municipis de Barakaldo, Alonsotegi, Güeñes, Galdames i Sopuerta (aquests tres últims a la comarca d'Encartaciones), ja que també s'hi va produir activitat minera encara que a menor nivell que en els primers.

## Origen
Té el seu origen en la república de la comarca encartada de la Vall de Somorrostro encara que després de la industrialització es va dividir en dues: d'una banda on s'extreia mineral (Zona Minera) a la zona interior de la comarca i per una altra on s'efectuava l'activitat marinera (Ezkerraldea o Marge Esquerre) afegint-se a aquesta última el municipi de Barakaldo, ja que geogràficament també està en aquesta marge de la ria de Bilbao i amb unes activitats econòmiques similars encara que amb un origen independent al de la Vall de Somorrostro.

## Personatges il·lustres
- Dolores Ibárruri, dirigent comunista